# 布鲁吉内
布鲁吉内（義大利語：Brugine），是意大利威尼托大区帕多瓦省的一个市镇。总面积19.58平方公里，人口6937人，人口密度354.3人/平方公里（2009年）。国家统计（ISTAT）代码为028015。